# David Greene
David "Dai" Greene, född 11 april 1986, är en brittisk friidrottare som tävlar i häcklöpning.
Greene vann guld vid VM 2011 i Daegu på distansen 400 meter häck. Greenes genombrott kom när han blev tvåa 2005 på 400 meter häck vid EM för juniorer. 2007 vann han guld på samma distans vid U23 EM. Han tävlade vid VM 2009 i Berlin och tog sig till finalen på 400 meter häck där han slutade på sjunde plats på tiden 48,68. Vid samma mästerskap sprang han i försöken i det brittiska stafettlaget på 4 x 400 meter. Han byttes ut i finalen och laget slutade där på andra plats efter USA. Greene spurtade till sig guldet vid världsmästerskapen i friidrott i Daegu 2011 på 48,26 och blev därmed första europé att vinna VM-guld på 400 meter häck sedan 1999.

## Personliga rekord
- 400 meter - 45,82 från 2011
- 400 meter häck - 47,88 från 2010

### Webbkällor
- Fakta på IAAF:s webbplats